# Touristtram (Amsterdam)
De Touristtram was een tussen 1980 en 2017 in Amsterdam geëxploiteerde tramdienst voor toeristen.

## Geschiedenis
In 1980 en 1981 werden door het Gemeentevervoerbedrijf op zaterdag tegen een speciaal tarief rondritten gehouden voor toeristen maar ook Amsterdammers door de stad met de nieuwste trams (destijds de Blokkendozen, serie 780-816). De rit vertrok vanaf de Dam en ging onder meer door de remise Havenstraat. In 1982 werden deze ritten vervangen door busrondritten, ook vanaf de Dam, maar nu voerden de ritten door een ander gedeelte van de stad om de toeristen maar ook Amsterdammers ook die gedeelten van de stad te laten zien waar geen trams reden onder meer Noord.
Vanaf 15 juli tot half september 1986 werd er door het GVB dagelijks een Touristtram gereden welke iedere 45 minuten vanaf 8.45 uur (later 9.30 uur) tot 15.45 uur (later 16.30 uur) vanaf de Dam een rondrit door de stad reed tegen een speciaal tarief. Een informatrice gaf toelichting en voorzag de passagiers vanaf een minibar van een consumptie. Aanvankelijk dacht men aan inzet van de vlaggentram 671 en de haventram 776 maar men besloot uiteindelijk gebruik te maken van het nieuwste materieel (de blauw geschilderde Olympische tram 795, de Artistram 813 en als reserve 'Blokkentram' 815, die speciaal van zachte bankjes waren voorzien. Doordat de filmkast was voorzien van een sticker met de aanduiding touristtram was inzet in de zomer in de normale dienst niet mogelijk.

### Touristtramlijn 27
In 1987 reed deze dienst van 15 april tot 30 september. Om de dienst aantrekkelijker te maken werd vanaf 15 augustus een tweeassig tramstel ingezet, met het  lijnnummer 27. De route werd nu: Dam – Plantage – Tropenmuseum – Sarphatistraat – Weteringschans – Ferdinand Bolstraat – Ceintuurbaan – Museumplein – Leidseplein – Leidsestraat – Nieuwezijds Voorburgwal – Dam.
Vanaf 1988 werd de Touristtram geëxploiteerd door het AOM zelf onder een door de gemeente Amsterdam afgegeven vervoervergunning. De dienst reed dat jaar dagelijks van 9 mei tot 18 september iedere 45 minuten vanaf de Dam. Hiervoor waren drie tweeassige tramstellen beschikbaar. Voorts stond er een tweeasser als verkooptram op de Dam.
Door de hoge kosten werd de dienst in 1989 beperkt tot de zomervakantieperiode in juli en augustus. Op de werkdagen werd nog met één tram gereden, in de weekenden met twee. De dienst werd voortaan door het AOM met eigen personeel in plaats van door het GVB gereden. In 1991 werd gereden op Pasen, Pinksteren en in de schoolvakantieperiode van juli t/m september op woensdag en zondag. De tram vertrok vanaf de Prins Hendrikkade bij het Victoria Hotel van 12 tot 16 uur een keer per uur. Er waren twee tweeassige tramstellen beschikbaar. Diverse keren werd er met een driewagentramstel gereden. In de volgende jaren werd ongeveer volgens hetzelfde schema gereden. De Touristtram van het AOM reed op deze wijze in 2005 voor het laatst.

### Touristtramlijn 20
Van 3 juli t/m 28 augustus 2011 reed op alle zondagen in juli en augustus de na zes jaar herleefde Touristtram onder het lijnnummer 20. De tram vertrok vanaf de Prins Hendrikkade tegenover het Centraal Station om 12.00, 13.00, 14.00, 15.00 en 16.00 uur. De ritten werden gereden met het lijnnummer 20, gedeeltelijk volgens de route van de Circlelijn 20 die bestond van 1997 tot 2002. de route was: Prins Hendrikkade – Damrak – Dam – Nieuwezijds Voorburgwal – Raadhuisstraat – Rozengracht – Marnixstraat – Leidseplein – Stadhouderskade – Paulus Potterstraat – Van Baerlestraat – Ceintuurbaan – Van Woustraat – Weteringschans – Sarphatistraat – Roetersstraat – Plantage Kerklaan – Plantage Doklaan – Plantage Parklaan – Muiderstraat – Waterlooplein – Amstelstraat – Rembrandtplein – Reguliersbreestraat – Muntplein – Rokin – Dam – Nieuwezijds Voorburgwal – Prins Hendrikkade.
Beschikbaar waren een tweeasserstel en een drieasserstel van de Electrische Museumtramlijn Amsterdam. Het meest ingezet zijn de stellen 464 + 776 (vanaf 2015), 465 + 731 (tot 2015) en 533 + 987. De ritten waren echter geen reguliere tramlijn en kenden een speciaal tarief, de OV-chipkaart was er niet geldig. In de zomers van 2012, 2013, 2014, 2015 en 2016 vonden deze ritten weer plaats op alle zondagen in juli, augustus en september.
Ook in de zomer van 2017 waren er nog ritten op zondagen in juli, augustus en september. Er werd nu één rondrit gehouden vanaf het Haarlemmermeerstation naar het Centraal Station en terug. Vertrektijd: 12.00 uur. Route: Haarlemmermeerstation – Stadionweg – Beethovenstraat – Ceintuurbaan – Ferdinand Bolstraat – Weteringcircuit – Weteringschans – Sarphatistraat – Roetersstraat – Plantage Kerklaan – Plantage Middenlaan – Waterlooplein – Rembrandtplein – Reguliersbreestraat – Rokin – Dam – Nieuwezijds Voorburgwal – Prins Hendrikkade (Victoria Hotel) – Damrak – Dam – Raadhuisstraat – Rozengracht – Marnixstraat – Leidseplein – Hobbemastraat – Paulus Potterstraat – Willemsparkweg – Koninginneweg – Amstelveenseweg – Haarlemmermeerstation (Museumtramlijn).